# Långtjärnen (Storsjö socken, Härjedalen, 697878-133966)
Långtjärnen är en sjö i Bergs kommun i Härjedalen och ingår i Ljungans huvudavrinningsområde. Sjön har en area på 0,163 kvadratkilometer och ligger 964,3 meter över havet.

## Delavrinningsområde
Långtjärnen ingår i det delavrinningsområde (697813-133955) som SMHI kallar för Utloppet av Långtjärnen. Medelhöjden är 990 meter över havet och ytan är 1,83 kvadratkilometer. Det finns inga avrinningsområden uppströms utan avrinningsområdet är högsta punkten. Vattendraget som avvattnar avrinningsområdet har biflödesordning 3, vilket innebär att vattnet flödar genom totalt 3 vattendrag innan det når havet efter 350 kilometer. Avrinningsområdet består mestadels av kalfjäll (91 procent). Avrinningsområdet har 0,16 kvadratkilometer vattenytor vilket ger det en sjöprocent på 8,9 procent.